# Aree naturali protette di San Marino
Nella Repubblica di San Marino sono presenti alcune zone semi-naturali caratterizzate da flora mediterranea e tipica fauna appenninica. A causa dell'alta antropizzazione del territorio non esistono ecosistemi completamente integri, ma sono presenti parchi naturali ed aree protette boschive, riserve di caccia e di pesca.
I boschi cedui situati sui pendii del monte Titano, unitamente ai suoi habitat rocciosi, sono de facto riserve naturali.
La legislazione sanmarinese prevede diverse tipologie di aree protette:
- aree naturalistiche tutelate
- aree a parco
- riserve naturali
- riserve naturali integrali
- aree agricole
- aree calanchive
- emergenze paesistiche
- aree a verde urbano

## Parchi naturali
- Parco naturale del Monte Titano
- Parco naturale di Montecchio
- Parco di Monte Cerreto

## Altre aree protette
- Parco Ausa di Dogana
- Parco Laiala di Serravalle
- Arboreto di Ca' Vagnetto
- Pineta di Domagnano
- Area naturale protetta di Maiano

## Oasi di ripopolamento della fauna selvatica
Sono presenti 11 oasi di ripopolamento, in cui è vietato l'esercizio venatorio:
- Gualdicciolo Acquaviva - 57,9 ha
- Montecarlo - 13 ha
- Fiorentino, Montegiardino, Faetano - 149 ha
- Maiano - 10 ha
- Borgo Maggiore-Domagnano-Zona ospedale-Seggiano
- Domagnano Serravalle - 113 ha
- Chiesanuova - 76 ha
- Baldasserona - 71,9 ha